# Paul-Max Walther
Paul-Max Walther (* 16. März 1987 in Demmin) ist ein deutscher Fußballspieler.

## Karriere
Walther begann seine fußballerische Laufbahn bei Traktor Dargun, einem Verein aus Dargun nahe seiner Geburtsstadt. Über die Stationen FSV 1919 Malchin und FC Tollense Neubrandenburg gelangte Walther 2002 als B-Jugendlicher zu Hansa Rostock, für den er in den folgenden zwei Spielzeiten in der B-Jugend-Regionalliga auflief, wobei er 2003/04 auch ein Spiel für die Rostocker A-Jugend absolvierte, welche als Gründungsmitglied an der neu eingeführten A-Junioren-Bundesliga teilnahm.
2004/05 und 2005/06 gehörte Walther auch altersgemäß zur U-19 Rostocks, mit der er zunächst den dritten, dann den sechsten Platz der Abschlusstabelle ihrer Staffel belegte. Zudem kam Walther noch als A-Jugendlicher auch zu zwei Einsätzen in Rostocks zweiter Herrenmannschaft, die in der Spielzeit 2005/06 in der viertklassigen Oberliga Nordost antrat. Obgleich er selbst kein Spiel im Landespokal absolvierte, zählte Walther damit auch zum Kader des Pokalsiegers in dieser Spielzeit. Nachdem er zur Saison 2006/07 der Oberliga gänzlich in die Reservemannschaft aufgerückt war, kam Walther für diese aber nur noch zu sechs torlosen Einsätzen während der Hinrunde und wurde auch im DFB-Pokal 2006/07 gegen den FC Schalke 04 nicht aufgeboten. In der Winterpause verließ er den Verein deshalb, um sich dem fünftklassigen Verbandsligisten SG Warnow Papendorf anzuschließen.
Nachdem Walther für Papendorf in der Rückrunde 2006/07 zwölf Einsätze absolviert hatte, wurde er zum Sommer 2007 von Dynamo Dresden unter Vertrag genommen. Zwar gehörte Walther im Herbst 2007 zwischenzeitlich auch zur ersten Mannschaft Dynamos, eingesetzt wurde er zunächst aber ausschließlich in Dresdens Reserve, die 2007/08 in der fünftklassigen Landesliga Sachsen antrat. 2008/09 wurde die Landesliga durch die Einführung der 3. Liga sechstklassig, woraufhin die Dresdner Zweitvertretung zum Sommer 2009 den Aufstieg in die nun fünftklassige Oberliga Nordost erreichte. Zudem gewann die Mannschaft den sächsischen Landespokal, nachdem Walther im Finale gegen den VFC Plauen die entscheidenden Tore zum 2:1-Sieg erzielt hatte. In der folgenden Oberliga-Spielzeit 2009/10 gelang es Walther nicht nur, zum Klassenerhalt seiner Mannschaft als fünfter der Süd-Staffel beizutragen, sondern sich hierdurch auch für die erste Mannschaft Dresdens zu empfehlen. So kam er am 27. April 2010 erstmals in einer Profiliga zum Einsatz, als er am 28. Spieltag der Saison 2009/10 der 3. Liga gegen Holstein Kiel eingewechselt wurde. In der Saison 2010/11 gehörte Walther wieder zur Stammformation der Reservemannschaft und kam zu lediglich einem Einsatz in der dritten Liga, als er am 36. Spieltag gegen den SV Babelsberg 03 eingewechselt wurde.
Im Sommer 2011 unterschrieb er einen Zweijahresvertrag beim Regionalligisten VFC Plauen. Er wechselte jedoch bereits nach einem Jahr wieder den Verein und schloss sich dem Oberligisten Budissa Bautzen an. In der Oberliga Nordost 2012/13 wurde er mit Bautzen Vizemeister, Walther erzielte dabei in 27 Spielen 13 Tore. In der folgenden Spielzeit konnte er seine Torquote noch einmal steigern. Mit 18 Toren in 29 Einsätzen schoss er Budissa Bautzen zum Meistertitel und zum Aufstieg in die Regionalliga.
Im Sommer 2016 wechselte er zur SG Dresden Striesen. Nach einer Saison erfolgte sein Wechsel zum BSC Rapid Chemnitz. Im Sommer 2019 wechselte er zurück nach Dresden zum FV Dresden 06.